# Centro de Formación Técnica San Agustín
La Fundación Centro de Formación Técnica San Agustín del Maule, es una institución superior técnica profesional chilena, creada el 6 de mayo de 1988, organizada como Centro de Formación Técnica y constituida sin lucro, como una fundación eclesial, diocesana, regional, autónoma e institutora de la Iglesia Católica. 
La institución está erigida con identidad agustina, inspirada en la vida, espiritualidad y obra de San Agustín de Hipona, reconocido doctor de la Iglesia. Su actividad está orientada a impartir carreras de pregrado técnicas profesionales y postítulos; diplomados, credenciales y seminarios, desarrollados en 4 sedes maulinas: Talca, Curicó, Linares y Cauquenes; que suman 4.238 metros cuadrados construidos y más de 20.000 de superficie; así la casa de estudios es la única institución superior que cubre las 4 provincias de la Región del Maule.
Actualmente, se encuentra acreditado por la Comisión Nacional de Acreditación (CNA-Chile) por un período de cinco años (de un máximo de siete), desde octubre de 2024 hasta octubre de 2029.
Suscribe al Sistema de Acceso a la educación superior chilena (Vía de admisión descentralizada - sumativa), a la Gratuidad estatal, al Acuerdo Nacional de Articulación del Mineduc, Chile Valora, mantiene relaciones con la Universidad Católica del Maule e integra el Consejo de Rectores (Vertebral) y la Red Institutense Universitaria de la Conferencia Episcopal de Chile.

## Historia

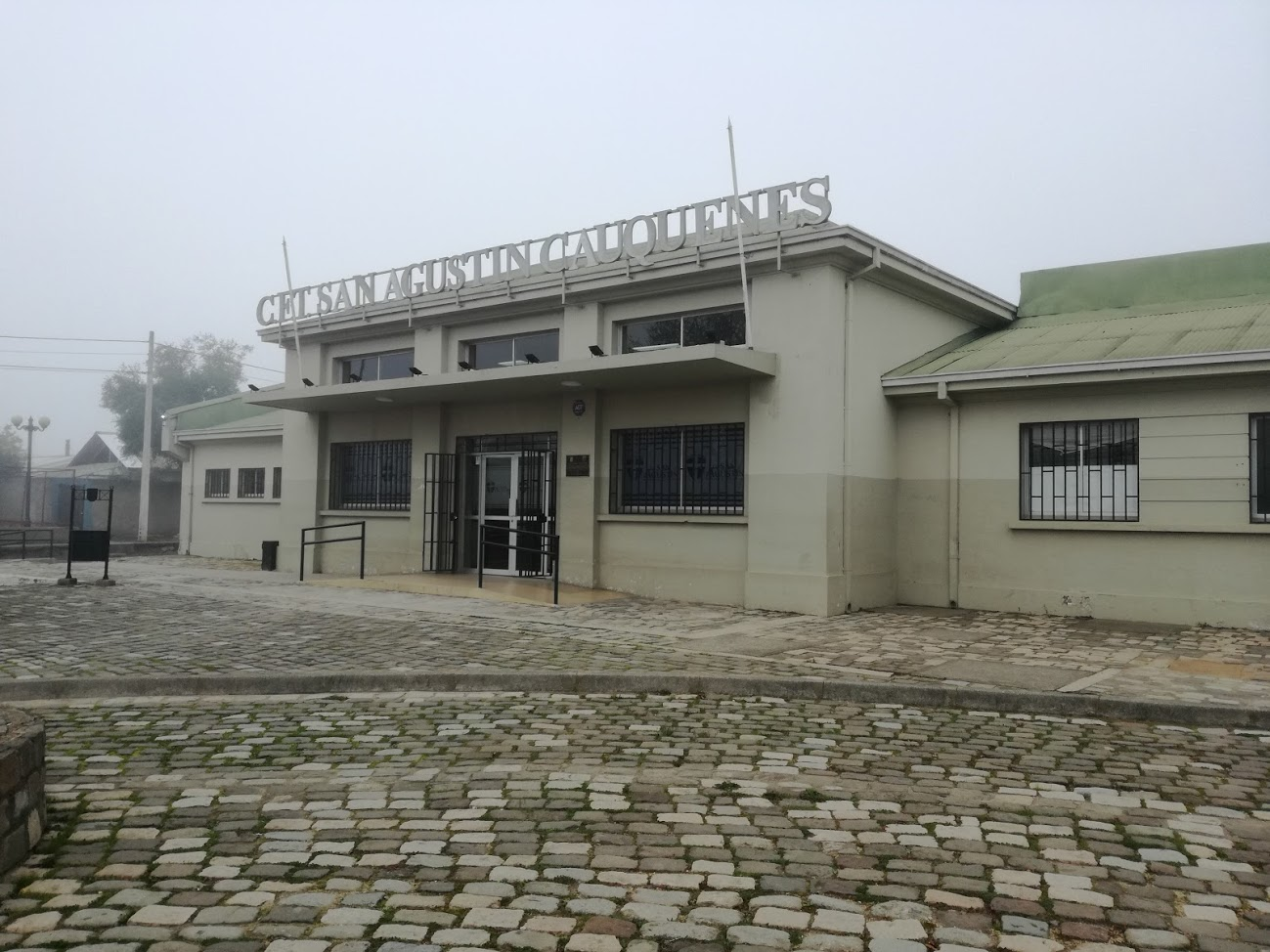
Campus Cauquenes, en la exestación ferroviaria de esa ciudad.

Fue fundado por la Diócesis de Talca en el año 1988, siendo obispo don Carlos González Cruchaga. Mediante decreto exento nro. 98 del Ministerio de Educación se autorizó su funcionamiento, aprobándose a su vez cinco carreras iniciales: Técnico en Auditoría, Técnico en Contabilidad, Técnico en Programación de Computadores, Secretariado Ejecutivo y Secretariado Ejecutivo Bilingüe, en su sede Talca.
En 2003 se abrió la primera sede fuera de Talca, en Cauquenes, en lo que era la antigua estación ferroviaria.
En 2007 entraron al Sistema Nacional de Acreditación Institucional, y se le otorgó la plena autonomía. Consiguen su primera acreditación ante la CNA, por dos años. Volverían a ser acreditados en 2009 (4 años), 2013 (5 años) y 2018 (5 años). 
En 2007 ingresa a la gobernanza institucional la fundación diocesana Crate.
En 2009 se abre la sede Linares, en dependencias de la iglesia Corazón de María. Para el año 2013 se inaugura el actual edificio.
En 2017 el CFT San Agustín se adscribe al sistema de gratuidad para el 60% del estudiantado más vulnerable socioeconómicamente.
En 2018 se adquiere un nuevo terreno para sede Talca Obispo Carlos González Cruchaga, en las dependencias de la antigua Universidad del Mar.
En 2019 se abre la sede Curicó.

## Gobernanza

### Directorio
- Presidente: Jorge Brito Obreque
- Directores:
  - Silvana Manríquez Pedreros
  - Custodio Moyano Rebolledo
  - Pbro. Carlos Letelier Reyes
  - Myriam Díaz Yáñez

### Rectoría
- Rector: Sergio Morales Díaz
- Secretario General: Andrés Silva López
- Vicerrectora Académica: Yéssica Gómez Gutiérrez
- Vicerrectora de Administración y Finanzas: Marisol Figueroa Ludueña
- Director de Calidad, Análisis y Desarrollo Institucional: Andrés Hojas Riquelme
- Directora de Vinculación con el Medio: Andrea Castillo Alveal
- Director de Admisión y Comunicaciones: Julio Muñoz Diaz
- Director de Formación e Identidad: Andrés Lyon García
- Directora de Cumplimiento y Auditoría Interna: Carmen Flores Núñez
- Director sede Talca: Sebastián Tapia Ortega
- Directora sede Curicó: María Alejandra Rojas Sánchez
- Director sede Linares: Felipe Contreras Díaz
- Director sede Cauquenes: Mirta Miranda Leal

## Sedes
- Talca: 4 Poniente 1223
- Curicó: Argomedo 646
- Linares: Colo Colo 840
- Cauquenes: Av. Monseñor Enrique Alvear S/N (ex Estación ferroviaria de Cauquenes)

## Carreras

### Carreras Técnicas de Nivel Superior

#### Área Tecnológica
- Técnico en Mecánica Automotriz y Autotrónica
- Técnico en Obras Civiles
- Topografía
- Técnico en Redes Eléctricas
- Técnico en Automatización y Control Industrial
- Prevención de Riesgos

#### Área Informática
- Técnico en Ciberseguridad
- Técnico en Conectividad y Redes
- Analista Programador

#### Área Ciencias Sociales
- Técnico en Comunicación Digital
- Técnico en Desarrollo de Videojuegos

#### Área Transporte y Logística
- Técnico en Logística

#### Área Agrícola
- Técnico en Vinicultura
- Técnico Agrícola
- Técnico en Proceso y Control de Calidad Alimentaria

#### Área Humanidades
- Técnico en Trabajo Social

#### Área Administración y Comercio
- Técnico en Turismo
- Administración de Empresas
- Contabilidad General

#### Área Educación
- Técnico en Párvulos y Básica

#### Área Salud y Servicios
- Técnico en Cosmetología y Estética Integral
- Técnico en Masoterapia
- Técnico en Odontología
- Técnico en Enfermería

### Capacitación y Formación continua
- Lengua de señas para atención de personas
- Curso Excel intermedio

## Vinculaciones
- Fundación Crate (Centro Regional de Asistencia Técnica y Empresarial) de la Diócesis de Talca
- Diócesis de Talca
- Conferencia Episcopal de Chile
- Nunciatura Apostólica en Chile y Santa Sede